# Victoria Nadine
Victoria Karlskås Andersen (* 1999) ist eine norwegische Sängerin. Sie tritt in der Öffentlichkeit unter dem Künstlernamen Victoria Nadine auf.

## Leben
Andersen stammt aus der Stadt Skien. Bereits in ihrer Jugend schrieb sie eigene Lieder und als Elfjährige nahm sie mit einem selbstgeschriebenen Lied an einem lokalen Musikwettbewerb teil. Im Jahr 2016 wirkte sie an der Castingshow Idol mit. Dort erreichte sie im Finale den vierten Platz.
Im Jahr 2019 gab sie mit Want It Back ihr erstes Lied unter dem Namen Victoria Nadine heraus. Mit der Ballade Be Okay stieg sie Ende November 2020 erstmals in die norwegischen Musikcharts ein. Das Lied hatte sie nach eigenen Angaben kurz nach einem in der Öffentlichkeit stehenden Beziehungsende geschrieben. Beim Musikpreis P3 Gull war Be Okay im darauffolgenden Jahr in der Kategorie für das Lied des Jahres nominiert. Zudem war sie – ebenfalls ohne gewinnen zu können – in der Newcomer-Kategorie nominiert. Für das Musikjahr 2021 war sie außerdem beim Spellemannprisen 2021 in der Kategorie der Newcomer nominiert. Im Dezember 2021 stieg sie mit der norwegischsprachigen Single Du er ikke alene erneut in die Charts ein. Gemeinsam mit dem Sänger Omar Rudberg veröffentlichte sie im Jahr 2022 das in norwegischer und schwedischer Sprache gehaltene Lied Nakna. Auch in den Folgejahren gelang ihr mit einigen Singles der Einstieg in die norwegischen Charts.
Im November 2022 bestätigte ihre Beziehung mit dem Musikproduzenten Kygo. Nachdem sie in der Zeit darauf mehrfach bei seinen Konzerten auftrat, begann sie im Jahr 2025 mit der von ihm mitgegründeten Managementagentur zusammenzuarbeiten. Im Mai 2025 gaben die beiden erstmals zusammen ein Lied heraus.

## Auszeichnungen
P3 Gull
- 2021: Nominierung in der Kategorie „Lied des Jahres“ für Be Okay
- 2021: Nominierung in der Kategorie „Newcomer des Jahres“[5]
- 2023: Nominierung in der Kategorie „Lied des Jahres“ (für Nerve)[9]

Spellemannprisen
- 2021: Nominierung in der Kategorie „Durchbruch des Jahres“

## Diskografie

### Singles
| Jahr | Titel Album         | Höchstplatzierung, Gesamtwochen, AuszeichnungChartsChartplatzierungen (Jahr, Titel, Album, Platzierungen, Wochen, Auszeichnungen, Anmerkungen) | Anmerkungen                                         |
| Jahr | Titel Album         | NO | Anmerkungen                                         |
| ---- | ------------------- | --- | --------------------------------------------------- |
| 2020 | Be Okay –           | NO3 Platin · (16 Wo.)NO | Erstveröffentlichung: 30. Oktober 2020              |
| 2021 | Du er ikke alene –  | NO11 Gold · (21 Wo.)NO | Erstveröffentlichung: 5. November 2021              |
| 2022 | If I Were You –     | NO22 (1 Wo.)NO | Erstveröffentlichung: 4. März 2022                  |
| 2022 | Nakna –             | NO33 (1 Wo.)NO | Erstveröffentlichung: 3. Juni 2022 mit Omar Rudberg |
| 2022 | Nerve –             | NO4 (6 Wo.)NO | Erstveröffentlichung: 4. November 2022              |
| 2023 | Saw It Coming –     | NO23 (2 Wo.)NO | Erstveröffentlichung: 24. Februar 2023              |
| 2023 | Summer Rain –       | NO35 (2 Wo.)NO | Erstveröffentlichung: 16. Juni 2023                 |
| 2023 | Hope Ur Miserable – | NO20 (3 Wo.)NO | Erstveröffentlichung: 27. Oktober 2023              |
| 2024 | Feel This Way –     | NO32 (1 Wo.)NO | Erstveröffentlichung: 1. März 2024 mit R3hab        |
| 2025 | Can’t Get Enough –  | NO16 (2 Wo.)NO | Erstveröffentlichung: 2. Mai 2025 mit Kygo          |

Weitere Singles
- 2019: Want It Back
- 2019: Lie About Me
- 2019: Fixated
- 2020: Let Me Down
- 2021: Happy I’m Sad
- 2021: History
- 2021: Den fineste Chevy’n (Live-Cover)
- 2021: Strangers Again (NO: Gold)
- 2023: Happy Tears
- 2023: Better Off Alone
- 2024: Proud
- 2024: Too Good
- 2024: Another Me
- 2024: Favorite Mistakes (mit Hedegaard und Martin Jensen)